# Верцень-Дужи
Верцень-Дужи (пол. Wiercień Duży) — село в Польщі, у гміні Сім'ятичі Сім'ятицького повіту Підляського воєводства.
Населення — 164 особи (2011).

## Демографія
Демографічна структура станом на 31 березня 2011 року:
|          | Загалом | Допрацездатний вік | Працездатний вік | Постпрацездатний вік |
| -------- | ------- | ------------------ | ---------------- | -------------------- |
| Чоловіки | 91      | 23                 | 52               | 16                   |
| Жінки    | 73      | 17                 | 42               | 14                   |
| Разом    | 164     | 40                 | 94               | 30                   |